# 18114 Rosenbush
18114 Rosenbush (2000 NN19) là một tiểu hành tinh vành đai chính.